# Ouragan Lorenzo (2019)
Pour les articles homonymes, voir Cyclone tropical Lorenzo.
L’ouragan Lorenzo (également connu sous le nom de Tempête Lorenzo pour l'Irlande et le Royaume-Uni, alors qu'il était extra-tropical) est le treizième système tropical, le cinquième ouragan et le troisième ouragan majeur de la saison cyclonique 2019 dans l'océan Atlantique nord. Ce puissant cyclone de catégorie 5 sur l'échelle de Saffir-Simpson est né au large de la côte africaine et a atteint son apex le 29 septembre à 2 h 10 UTC à mi-chemin entre les Petites Antilles et le Cap-Vert, remontant vers le nord. Il a commencé à perdre de son intensité peu de temps par la suite et est devenu un puissant cyclone extra-tropical après être passé sur l'ouest des Açores en direction des îles Britanniques le 2 octobre. Encore une importante tempête en arrivant près de la côte irlandaise le 3 octobre, il a perdu rapidement son intensité durant la nuit suivante en traversant l'île. Le 4 octobre, le système est devenu un faible système étendant un creux barométrique vers l'Europe centrale et se dissipa par la suite.
Lorenzo est le second plus intense ouragan de la saison 2019, après Dorian, et celui ayant atteint la catégorie 5 le plus au nord-est de l'Atlantique nord. Comme ouragan de catégorie 4, l'ouragan causé dans le naufrage du navire Bourbon Rhode et, au 5 octobre, 4 marins avaient été retrouvés morts alors que 7 manquaient à l'appel. Par la suite, il a causé des dommages importants aux Açores après être redescendu à la catégorie 1. Finalement, il a fait des dégâts mineurs dans les îles Britanniques comme tempête extra-tropicale.

## Évolution météorologique

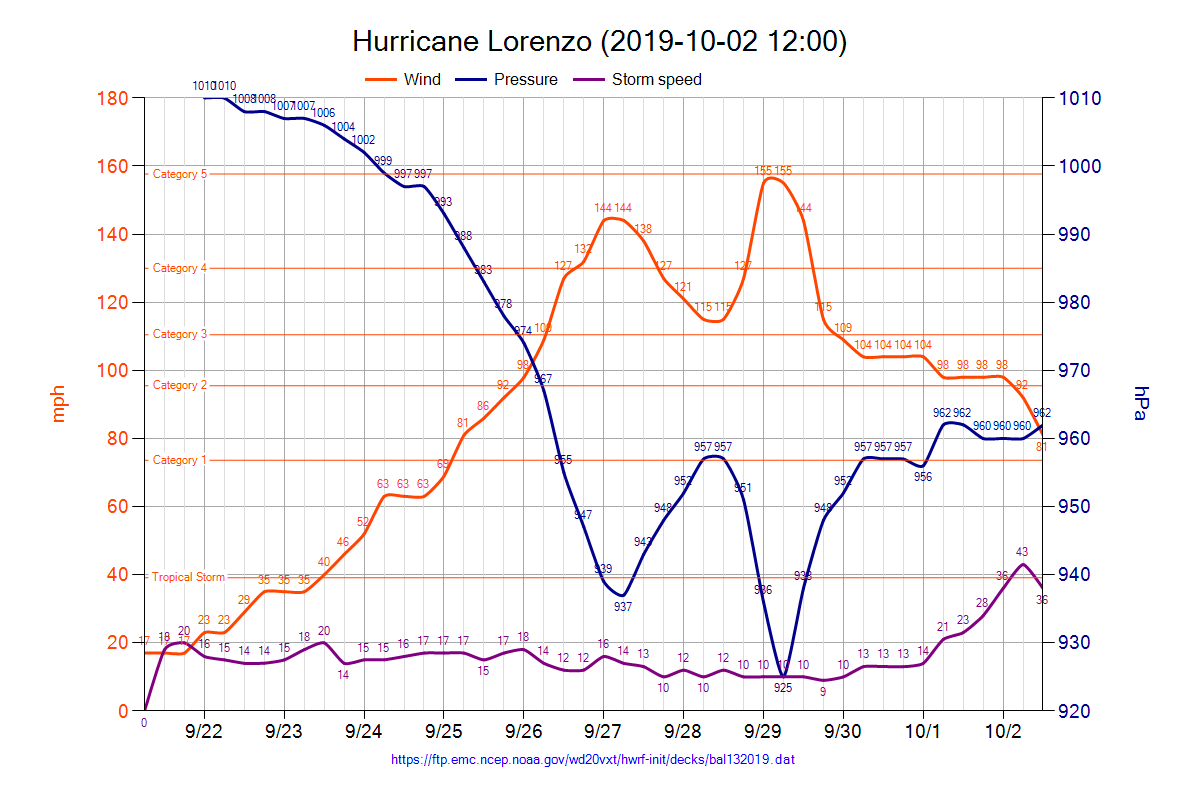
Graphique de la variation de pression, vitesse des vents et vitesses de déplacement

Le 20 septembre, le NHC a commencé à suivre une onde tropicale située sur le Sierra Leone. Sa probabilité de développement était déjà de 80 % pour 5 jours. Le 23 septembre à 3 h UTC, le NHC l'a déclarée comme dépression tropicale à 585 km au sud du Cap-Vert. Elle s'est ensuite intensifié en la tempête tropicale Lorenzo le même jour. Le 25 septembre à 9 h UTC, Lorenzo s'est intensifié en ouragan avec des vents de 130 km/h, et une pression minimale de 988 hPa à 1 030 km à l'ouest de îles du Cap-Vert. Il se dirigeait alors vers l'ouest-nord-ouest à 27 km/h dans des conditions favorables à son développement.
À 3 h UTC le 26 septembre, Lorenzo est passé à la catégorie 2 de l'échelle de Saffir-Simpson à 1 470 km à l'ouest du Cap-Vert. Sept heures plus tard, il devenait de catégorie 3, le troisième ouragan majeur de la saison, à 1 600 km à l'ouest du Cap-Vert. À 15 h UTC, il devient un ouragan de catégorie 4 avec un œil bien visible, un diamètre de plus de 800 kilomètres et une houle cyclonique pouvant affecter les deux côtés de l'Atlantique tropical central. À ce stade, il était devenu l'un des plus étendus et puissants ouragans enregistrés dans cette zone depuis l'avènement du satellite météorologique, le seul comparable récemment étant Gabrielle en 1989. Lorenzo atteignit quelques heures plus tard des vents de 230 km/h.

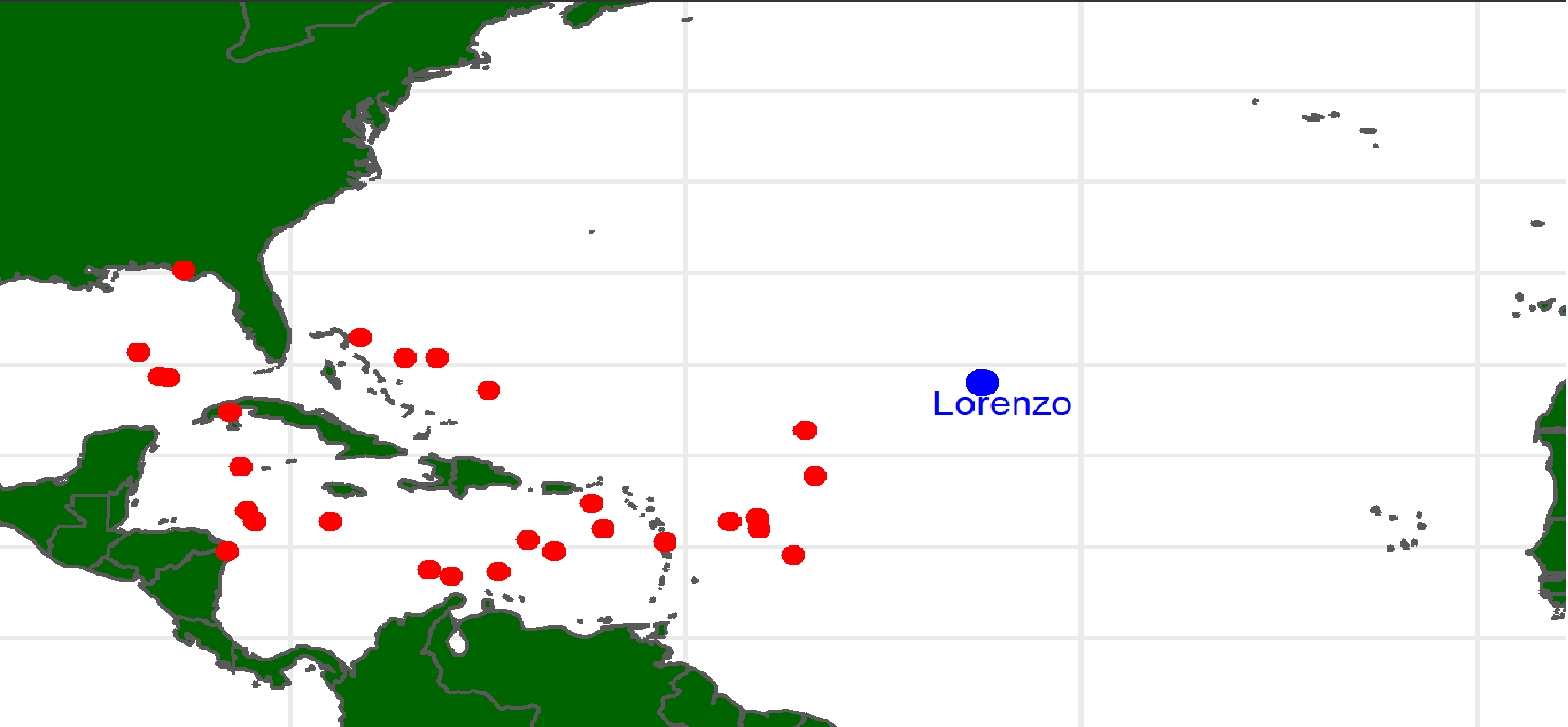
Position des ouragans de catégorie 5 depuis 1967 avec Lorenzo (point bleu) le plus au nord-est.

Lorenzo a alors commencé à se diriger lentement vers le nord et le cisaillement du vent a commencé à augmenter, affaiblissant l'ouragan. Après un cycle de remplacement de l'œil le 27 septembre l'ouragan s'est même retrouvé à la catégorie 3 tôt le 28 septembre. Cependant, il y a repris de la vigueur durant la journée et a atteint la catégorie 5 le 29 à 2 h 10 UTC avec des vents de 260 km/h et une pression minimale de 925 hPa alors qu'il était à 2 270 km au sud-ouest des Açores. Lorenzo devint ainsi l'ouragan ayant atteint la catégorie 5 le plus au nord-est dans l'océan Atlantique, surpassant ainsi l'ouragan Hugo.
L'ouragan ne maintint pas cette intensité très longtemps et à 21 h UTC le 29 septembre, il était revenu à la catégorie 3. Quelques heures plus tard, il était même redescendu à la catégorie 2 et continuait sa descente, les données des aéronefs de reconnaissance montrant que le large ouragan était en train de
remonter une quantité importante d'eau plus froide des profondeurs.
En fin de journée le 30 septembre, Lorenzo se retrouvait à 1 600 km des Açores, toujours à la catégorie 2 supérieure. La zone couvertes par les vents de tempête s'étendait toujours plus loin du centre pour lui donner un diamètre de 1 000 km et les conditions assez stables de son environnement lui permettait de maintenir son intensité. En après-midi du 1er octobre, l'ouragan maintenait sa catégorie 2 à 755 km de Flores (Açores) et se déplaçait à 41 km/h vers l'archipel tout en accélérant. Dès 23 h UTC, des vents de 69 km/h ont commencé à souffler à Flores.
Le centre de Lorenzo est passé près de Flores vers 7 h 30 UTC le 2 octobre où des rafales de force ouragan furent observés. L'intensité de l'ouragan était en déclin, étant retombé à la catégorie 1 en se dirigeant vers les îles Britanniques à 69 km/h. Ses nuages devenaient de plus en plus asymétriques évoquant le passage à un cyclone extra-tropical alors que la température de la surface de la mer devenait plus froide. À 15 h UTC, le bulletin du NHC reclassa la tempête en cyclone post-tropical à 1 525 km de Cork en Irlande avec des vents soufflant encore à 130 km/h.
À 12 h UTC le 3 octobre, l'ex-Lorenzo était à quelques centaines de kilomètres au nord-ouest de l'Irlande à 971 hPa et donnait de forts vents sur cette île et l'ouest du Royaume-Uni.  Une bouée météorologique à environ 400 km à l'ouest de Mace Head avait rapporté à 10 h UTC une pression de 969 hPa et des rafales de 63 mi/h (101 km/h),.
La tempête se dirigea ensuite vers la côte irlandaise dans la circulation atmosphérique en altitude et commença à se remplir. L'ex-Lorenzo toucha la côte vers minuit dans le comté de Donegal et faiblit assez rapidement en se dirigeant vers le sud-est du pays. À 12 h UTC le 4 octobre, elle traversait la mer d'Irlande à 999 hPa avec un long creux barométrique s'étirant vers l'Europe centrale. Elle se dissipa sur le continent dans les 24 heures suivantes,.

## Impact
| Pays       | Directs | Indirects | Manquants | Dommages (millions $US) |
| ---------- | ------- | --------- | --------- | ----------------------- |
| États-Unis | 0       | 8         | 0         | -                       |
| En mer     | 11      | 0         | 0         | N/D                     |
| Açores     | 0       | 0         | 0         | 362                     |
| Total      | 11      | 8         | 0         | >362                    |

### Côtes nord-américaines
La forte houle générée par Lorenzo a causé des courants d'arrachement le long des plages de la côte est des États-Unis, des Bermudes, africaines et aussi loin au sud que les côtes des Caraïbes et de l'Amérique du Sud. À New York, trois personnes furent emportées par de fortes vagues, l'un put être sauvé mais les deux autres furent retrouvés morts,.
Quatre autres personnes se sont noyées après avoir été prises dans des courants en Caroline du Nord. Dans le Rhode Island, un pêcheur s'est noyé après être tombé de son navire dans une mer agitée, et en Floride, un homme s'est noyé en nageant dans des conditions difficiles provoquées par l'ouragan.

### En mer
Le 27 septembre, le remorqueur battant pavillon luxembourgeois Bourbon Rhode, basé à la Martinique, émit un signal de détresse à la suite d'une voie d'eau alors qu'il était à 111 km de l’œil de Lorenzo. Plusieurs navires et un avion chasseur d'ouragans de la NOAA, détourné de son étude de la tempête, se sont mis à sa recherche et de ses 14 membres d'équipage. Le 28 septembre, le naufrage fut confirmé alors que trois des membres de l'équipage furent sauvés bien au large de la Martinique dans une embarcation de sauvetage et que les 11 autres manquaient à l'appel.
Participant aux recherches le 30 septembre, il y avait 5 navires commerciaux, un Falcon 50 et la frégate de surveillance Ventôse de la Marine nationale française, l'avion de la NOAA et un hélicoptère de type Panther du Ventôse. Le tout était coordonné par le Centre régional opérationnel de surveillance et de sauvetage (Cross) Antilles-Guyane et la Marine nationale française. Un des membres d'équipage fut retrouvé noyé le même jour. Le 1er octobre, trois autres corps furent retrouvés.
Le 4 octobre, les recherches actives pour des survivants furent abandonnées car le délai d’un survie d’un homme à la mer, même équipé, était largement dépassé selon les autorités. Le bilan se résumait donc à 3 survivants, 4 décès et 7 disparus après une recherche dans une zone de 110 000 km2 à 1 200 milles marins (2 222 km) à l’est de la Martinique. Les navires croissants dans le secteurs furent avisés de garder un œil ouvert pour les disparus.
Le repérage de ce qui semblait 2 fusées de détresse, signalée par l’ALP Stricker, mena à la reprise des recherches actives le 7 octobre mais n'apporta aucun résultat. Le 11 octobre, les recherches passèrent une seconde fois à l'état de veille active.
Le 16 décembre est paru le rapport du National Hurricane Center à propos de Lorenzo. Comme à cette date, il n'y avait aucune nouvelle des 7 naufragés, ils furent considérés comme morts par noyade dans le rapport.

### Açores
Des veilles cycloniques furent émises à 3 h UTC le 30 septembre pour les Açores, dont des veilles d'ouragan pour les îles les plus à l'ouest. À 18 h UTC, les îles furent mises en alerte. L'Instituto Português do Mar e da Atmosfera (IPMA) a ainsi émis une alerte d'ouragan pour le centre et l'ouest des Açores (Flores, Corvo, Faial, Pico, São Jorge, La Graciosa, Terceira) et de tempête tropicale pour les Açores orientales (São Miguel, Santa Maria).
Lorenzo fut considéré comme la plus forte tempête à avoir frappé les îles en 20 ans alors que des rafales de vent à 163 km/h furent enregistrées à Corvo, de 142 km/h à l'aéroport de Flores et de 145 km/h à Faial. La hauteur des vagues atteignit 15 mètres sur les côtes. Durant la tempête, les autorités recommandèrent d'éviter de circuler et de se ternir au courant des plus récentes informations de la protection civile. Le 3 octobre, le gouvernement déclara l'état d'urgence pour les îles de Flores et Corvo afin de maintenir l'alimentation en énergie.
Le premier bilan parla de 39 personnes sinistrées, principalement sur l'île de Faial, mais il fut rehaussé à 53. Cent (100) personnes dans la zone côtière de la municipalité de Lajes do Pico furent évacuées par précaution. Selon les autorités, il y a eu 127 incidents rapportés au matin à savoir deux sur l'île Corvo, 21 à Flores, 46 à l'île de Faial, 20 à Pico, 19 à São Jorge, 8 à Graciosa, 9 à Terceira et deux à São Miguel. Il s'agissait principalement de débris sur les routes, de dommages aux habitations, de chutes d'arbres, d'inondations et de surcote le long des côtes sud.
Les dommages totaux sur l'archipel furent estimés à environ 330 millions d'euros (362 millions $US).

### Îles Britanniques

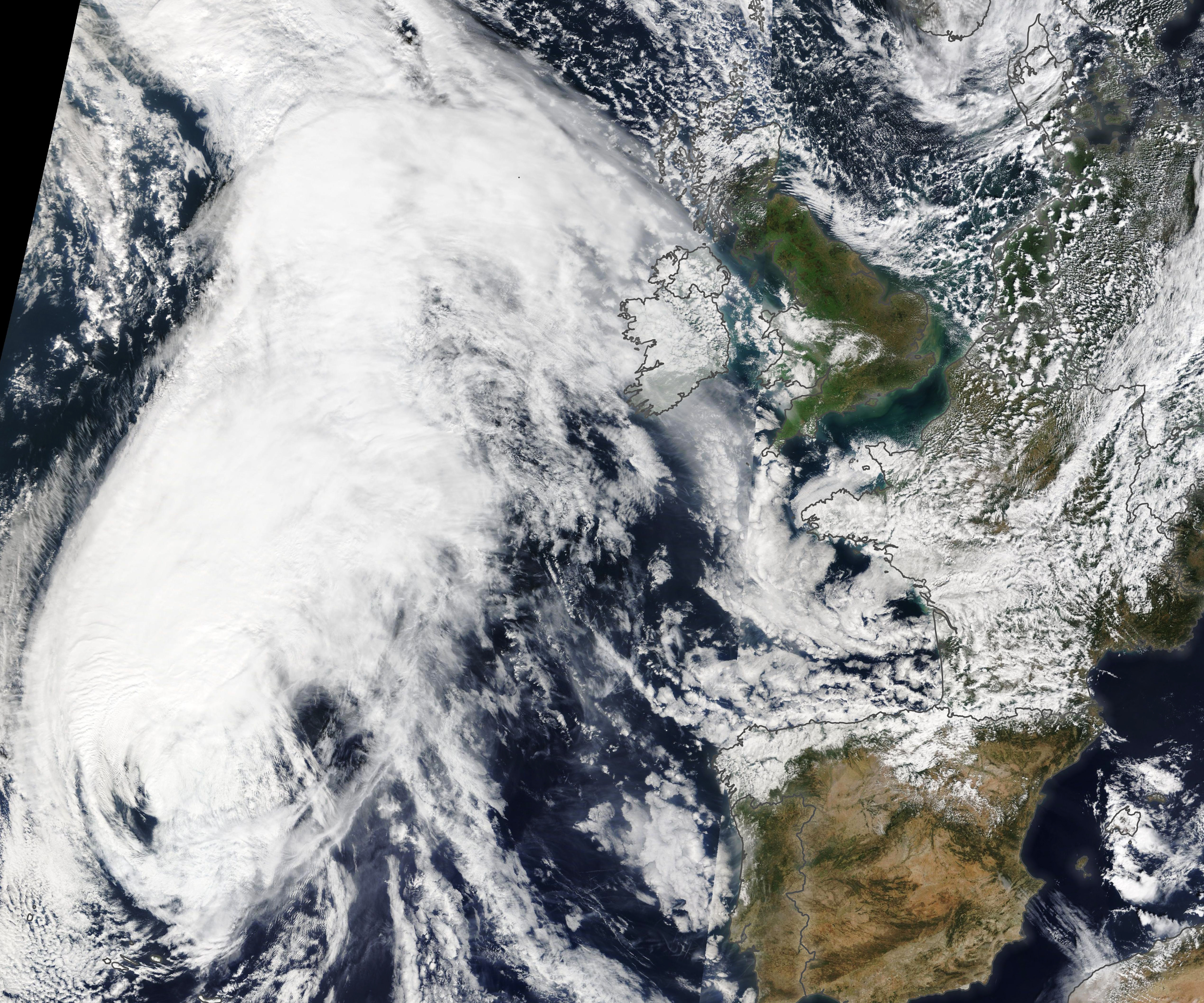
Ex-Lorenzo approchant les îles Britanniques le 2 octobre.

Le matin du 2 octobre, le service météorologique irlandais Met Éireann a émis une vigilance orange pour les vents violents dans six comtés les plus à l'ouest du pays. Au Royaume-Uni, le Met Office britannique a déclaré que des vents très forts et des pluies abondantes étaient attendus dans les régions occidentales de la Grande-Bretagne, et a émis un avertissement météorologique pour certaines parties de l'Irlande du Nord, ainsi que des avertissements d'inondation pour certaines zones de l'Angleterre et du pays de Galles,,.
Le 3 octobre à 12 h UTC, les vents du sud en Irlande atteignaient de 70 à 95 km/h. Met Éireann a déclaré que des vents de plus de 100 km/h furent enregistrés sur la côte ouest de l'Irlande durant la journée, les plus forts à 22 h UTC. Une bouée météorologique à environ 400 km à l'ouest de Mace Head a rapporté à 10 h UTC une houle cyclonique de 12,5 m.
Des milliers de foyers et d’entreprises ont perdu l'électricité en Irlande, la Commission des approvisionnements en électricité de la république d'Irlande ayant rétabli 12 000 pannes au cours de la nuit du 3 au 4 octobre ce qui laissait 7 500 autres clients en panne au matin. Des inondations mineures ont eu lieu à certains endroits, mais aucun dommage significatif ne fut signalé dans l’île.
Au Royaume-Uni, à 12 h UTC le 3 octobre, les vents les plus forts soufflaient sur l'Écosse, jusqu'à 92 km/h. Des parties de la Grande-Bretagne connurent même des vents jusqu'à 65 mi/h (105 km/h) le 3 et 4 octobre, laissant aussi 50 mm de pluie en six heures par endroits.

## Records et statistiques
En plus d'être l'ouragan ayant atteint la catégorie 5 le plus au nord et à l'est des annales, Lorenzo a obtenu la valeur la plus élevée d'Énergie cumulative des cyclones tropicaux (ACE) de tous les systèmes tropicaux de l'Atlantique à l'est de 45° W. En outre, Lorenzo a passé plus de jours comme un ouragan majeur que tout cyclone précédent à l'est de la même longitude, dépassant Carrie de 1957. Finalement, il présentait également le plus grand rayon de vents de force ouragan mesuré pour un ouragan de l’Atlantique depuis Luis en 1995